# Тайрон Павер
Тайрон Павер (повне ім'я Тайрон Едмонд Павер III) (англ. Tyrone Edmund Power III; 5 травня 1914 — 15 листопада 1958) — американський актор відомий своїми ролями в Голлівудських фільмах 1930-1950-х років.

## Біографія
Тайрон Павер народився в сім'ї з акторськими традиціями, його батько та прадід були акторами. Вперше знявся в кіно в 11-річному віці.
Був тричі одружений. З 1939 по 1948 рік був одружений з французькою акторкою Аннабеллою. З 1949 по 1956 рік — з мексиканською акторкою Ліндою Крістіан, яка народила двох доньок. Його доньки Роміна Павер та Тарін Стефані Павер також досягли успіхів у творчій діяльності.
Після двох розлучень, які неодмінно призводили до значних фінансових трат актора, Павер зарікався більше не одружуватись. Однак в 1957 році він зустрів Дебору Мінардос, з якою побрався 1958 року. У шлюбі народився син, якого він завжди хотів.
Помер Тайрон Павер 15 листопада 1958 року в Мадриді під час зйомок фільму «Соломон та Цариця Савська» від серцевого нападу у віці 44 років.
За вагомий внесок в кінематограф в 1960 році йому було присвячено зірку на Голлівудській Алеї Слави.

## Фільмографія
| Рік  |    | Українська назва            | Оригінальна назва           | Роль                                |
| ---- | -- | --------------------------- | --------------------------- | ----------------------------------- |
| 1934 | ф  | Доріжка флірту              | Flirtation Walk             | кадет                               |
| 1936 | ф  | Спальня для дівчат          | Girls` Dormitory            | граф Вале                           |
| 1937 | ф  | Тонкий лід                  | Thin Ice                    | принц Рудольф/Руді Міллер           |
| 1938 | кф | В старому Чикаго            | In Old Chicago              | Дайон О’Лірі                        |
| 1938 | ф  | Регтайм бенд Олександра     | Alexander's Ragtime Band    | Роджер Грант                        |
| 1938 | ф  | Марія Антуанетта            | Marie Antoinette            | Аксель фон Ферзен                   |
| 1939 | ф  | Джессі Джеймс               | Jesse James                 | Джессі Джеймс                       |
| 1939 | ф  | Друга скрипка               | Second Fiddle               | Джиммі Саттон                       |
| 1939 | в  | Прийшли дощі                | The Rains Came              | доктор Мейджор Рама Сафті           |
| 1940 | ф  | Джонні Аполлон              | Johnny Apollo               | Роберт Кейн молодший/Джонні Аполлон |
| 1940 | ф  | Брігхем Янг                 | Brigham Young               | Джонатан Кент                       |
| 1940 | ф  | Знак Зорро                  | The Mark of Zorro           | Дієго Вега/Зорро                    |
| 1941 | ф  | Кров та пісок               | Blood and Sand              | Хуан Галлардо                       |
| 1942 | ф  | Чорний либідь               | The Black Swan              | Джеймі Вейрінг                      |
| 1943 | ф  | Термінове занурення         | Crash Dive                  | л-т Ворд Стюарт                     |
| 1946 | ф  | Лезо бритви                 | The Razor’s Edge            | Ларрі Деррелл                       |
| 1947 | ф  | Алея нічних жахіть          | Nightmare Alley             | Стентон Карлайл                     |
| 1947 | ф  | Капітан із Кастилії         | Captain from Castile        | Генрі Кінг                          |
| 1952 | ф  | Дипломатичний кур'єр        | Diplomatic Courier          | Майк Келлс                          |
| 1953 | ф  | Король Харберських стрілків | King of the Khyber Rifles   | Алан Кінг                           |
| 1957 | ф  | І зійде сонце               | The Sun Also Rises          | Джейкоб «Джейк» Барнс               |
| 1957 | ф  | Свідок обвинувачення        | Witness for the Prosecution | Леонард Воул                        |
| 1959 | ф  | Соломон і цариця Савська    | Solomon and Sheba           | епізод                              |